# Майлыколь
Майлыколь (каз. Майлыкөл) — село в Сарысуском районе Жамбылской области Казахстана. Входит в состав Тогызкентского сельского округа. Находится примерно в 67 км к северо-востоку от районного центра, города Жанатас. Код КАТО — 316043300.

## Население
В 1999 году население села составляло 746 человек (362 мужчины и 384 женщины). По данным переписи 2009 года, в селе проживало 436 человек (214 мужчин и 222 женщины).